# Norrköpings trivialskola
Norrköpings Trivialskola var en trivialskola i Norrköping fram till 1820.
Trivialskola har funnits i Norrköping sedan 1500-talet. Efter ryssarna brände staden, och skolan, i början av 1700-talet återstartade skolan 1724. I anslutning till läroverksreformen 1849 bildade skolan omkring 1858 ett högre elementarläroverk som 1879 namnändrades till Norrköpings högre allmänna läroverk. 

## Personal

### Rektorer
- 1552–1559: Claudius Botvidi
- 1600–1603: Claudius Botvidi
- 1618–1621: Ericus Prytz
- 1647–1658: Magnus Rosenius
- 1658–1674: Magnus Livin
- 1672–1681: Olaus Troman
- 1692–1697: Samuel Älf
- 1697–1702: Johannes Wretander
- 1702–1712: Erik Phoenix
- 1712–1724: Botvid Rising
- 1732–1736: Martin Lidén
- 1737–1742: Georg Fredric Berholtz
- 1771–1780: Nils Apelberg
- 1780–1786: Olof Zetterling
- 1802–1803: Johan Adolph Mecklin

### Conrektor
- 1650–1657: Magnus Montilius

### Kollegor
- Jacob Hagman
- 1596: Isaacus Erici
- 1632–1653: Johannes Nicolai
- 1659–1662: Zacharias Gunnari Rivenius
- 1661–1678: Leonardus Axius
- 1680–1693: Ericus Dahl
- 1688–1696: Laurentius Nicolai Särling
- 1689–1694: Canutus Alfving
- 1700–1713: Jonas Björkman
- 1705–1711: Östen Gervallius
- 1712–1722: Daniel Laurentii Törner
- 1704–1707: Israel Wangel
- 1703–1709: Nicolaus Corylander
- 1709–1710: Anton Münchenberg
- 1722–1730: Johan Wettersten
- 1722–1731: Nils Schillgren
- 1748–1751: Petrus Löngren
- 1751–1761: Anders Noberg
- 1762–1771: Nils Apelberg
- 1771–1780: Olof Zetterling
- 1780–1789: Anders Collberg
- 1669–1672: Olaus Troman
- 1813–1820: Lars Gustaf Könsberg
- 1815–1820: Johan Gustaf Mühlenderlein
- 1818–1821: Samuel Erik Petersson

### Kantor
- 1621–1639: Johannes Rungius
- 1680–1693: Ericus Dahl

### Apologister
- 1666: Jonas Björkman